# Edoardo Amaldi ATV
ATV Edoardo Amaldi ili ATV-003 lansiran je 23. ožujka 2012. godine s ciljem opskrbe Međunarodne Svemirske Postaje. ATV je postaju opskrbio gorivom, vodom, kisikom i ostalim suhim teretima neophodnim za život astronauta. Osim opskrbe postaje, ATV je podigao i njenu orbitu kako bi nadoknadio gubitak visine uzrokovan propadanjem orbite zbog aerodinamičnog otpora visokih slojeva atmosfere. ATV je uspješno odradio svoju misiju te je 4. listopada 2012. izveo kontrolirani ulazak u atmosferu nad južnim Pacifikom.

### Tijek misije
- 23. ožujka 2012. 04:31 UT - lansiranje iz Kouroua u Francuskoj Gvajani
- 28. ožujka 2012. - spajanje s modulom Zvezda na Međunarodnoj svemirskoj postaji.
- 25. rujan 2012. - prvi pokušaj odvajanja ATV-a od postaje koji je završio neuspješno zbog greške u programu koji kontrolira odvajanje.
- 28. rujan 2012. 21:44 UT - uspješno odvajanje ATV-a od postaje.
- 4. listopad 2012. - ulazak u atmosferu nad južnim Tihim oceanom i sagorjevanje letjelice

### Teret
| Teret                              | Masa     |
| ---------------------------------- | -------- |
| Gorivo za podizanje orbite         | 3.150 kg |
| Gorivo za Svemirsku postaju        | 860 kg   |
| Kisik                              | 100 kg   |
| Voda                               | 285 kg   |
| Suhi teret (hrana, odjeća, oprema) | 2.200 kg |
| Ukupno                             | 6.595 kg |